# Erica Garner
Erica Garner-Snipes, née le 29 mai 1990 et morte le 30 décembre 2017, est une militante américaine qui plaida en faveur d’une réforme de la police aux États-Unis, particulièrement en ce qui concerne l’usage de la force lors des arrestations. Garner commençe à s’impliquer dans le militantisme à la suite de la mort de son père, Eric Garner, tué par un policier de New York.

## Biographie
Erica Garner, née le 29 mai 1990, au Woodhull Hospital, est la fille ainée des quatre enfants d’Esaw Garner Snipes et d’Eric Garner, et grandit à Brooklyn,. Esaw a deux enfants plus âgés issus d’une ancienne relation. Comme l'asthme d'Eric et d'autres problèmes de santé rendent difficile son travail, il joue un rôle important à la maison en élevant les enfants. Quand Garner eut 14 ans, sa relation avec sa mère se détériore au point qu’Esaw l'a placée dans une famille d'accueil. Garner est placée dans la famille Goode à Far Rockaway, dans le Queens,. La famille propose d'adopter Garner ; l'adoption échoue, mais Garner reste avec la famille et ils ont maintenu une relation étroite même après qu'elle fut devenue adulte.

### Activisme
Garner commençe à s’impliquer dans le militantisme en 2014, après la mort de son père lorsque la police de New York tente de l'arrêter pour avoir prétendument vendu des cigarettes non taxées. Elle est restée critique de la police de New York jusqu'à sa mort,. Un mois après la mort de son père et pendant l'année qui suivit, Garner mène des marches deux fois par semaine pour visiter les lieux de la mort de son père, des visites que les médias ont qualifiées de « die-in ». Elle participe également aux manifestations Black Lives Matter et à d'autres événements de protestation, et créée une fondation au nom de son père. L'objectif de la fondation, nommée Garner Way Foundation, est d’« impliquer les communautés du monde entier dans les questions de justice sociale à travers la sensibilisation politique, la musique, les arts et l'activisme. » En outre, Garner réussit une campagne pour obtenir les transcriptions du grand jury sur la mort de son père, qui sont rendues publiques. Garner déclare qu'elle pensait que la mort de son père avait plus à voir avec une mauvaise conduite de la police qu'avec la race, et en 2017, elle refuse un entretien avec le département de la Justice des États-Unis pour discuter des circonstances entourant la mort de son père. Lors des primaires présidentielles du Parti démocrate de 2016, Garner soutient Bernie Sanders et apparaît dans une publicité pour lui ainsi que lors de la campagne électorale,,.

### Vie privée et mort
Garner a deux enfants,. Peu de temps après la naissance de son fils Eric, appelé ainsi d’après le nom de son défunt père, en août 2017, elle subit une crise cardiaque,. Les médecins ont par la suite découvert que son cœur était hypertrophié. Le 23 décembre 2017, elle est victime d'une deuxième crise cardiaque, à la suite de laquelle elle tombe dans le coma. Elle subit des « lésions cérébrales majeures », entraînant sa mort le 30 décembre 2017,,. Elle meurt à l'hôpital Woodhull de Brooklyn, entourée de sa famille et de sa famille d'accueil.
À la nouvelle de sa mort, le maire de New York, Bill de Blasio, déclare que la ville « regrettera son sens inébranlable de la justice et sa passion pour l'humanité », bien que Garner eût fréquemment critiqué Blasio au cours de sa vie. La New York Civil Liberties Union publie une déclaration disant que Garner « a fait preuve d'un courage incroyable et d'une détermination remarquable » et « a courageusement transformé son indescriptible douleur personnelle en pouvoir politique alors qu'elle devenait un leader dans la lutte pour la réforme de la police ». L'Association nationale pour la promotion des gens de couleur (NAACP) publie également une déclaration reconnaissant son leadership et sa force. Un autre activiste, DeRay Mckesson, déclare : « Erica emportait la vérité avec elle partout où elle allait, même si cette vérité mettait les gens mal à l'aise ». Des tweets sont ensuite publiés depuis le compte Twitter officiel de Garner exigeant que de Blasio « explique comment elle est morte sans justice » et demandant que « par respect pour Erica, veuillez ne pas demander de commentaires si le journaliste n'est pas noir ». Il est découvert plus tard que ces tweets ont été publiés par le publiciste de Garner,,.